# Stadio bicentenario Città di Catamarca
Lo Stadio bicentenario Città di Catamarca (in spagnolo Estadio bicentenario Ciudad de Catamarca) è uno stadio di calcio di San Fernando del Valle de Catamarca, in Argentina.

## Storia
Costruito nel 2010, è stato inaugurato con il match fra Villa Cubas e Atlético Policial terminato 2-1.
In questo stadio si sono giocati la Supercopa Argentina 2012 e la finale della Copa Argentina 2012-2013.